# Charles H. King

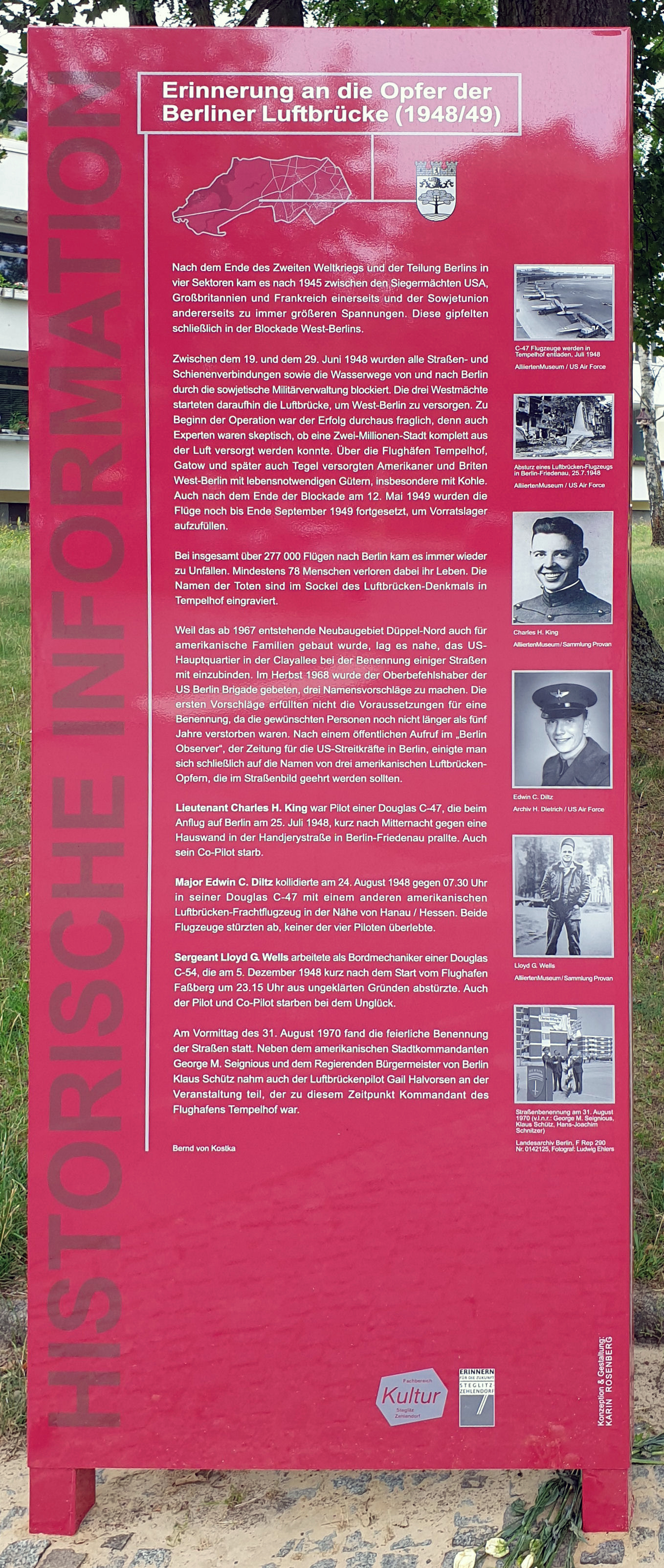
Gedenktafel am Haus, Charles-H.-King-Straße 25, in Berlin-Nikolassee

Charles Howard King (* 1922 in Britton, South Dakota, USA; † 25. Juli 1948 in Berlin-Friedenau) war ein US-amerikanischer Pilot, der bei einem Versorgungsflug im Rahmen der Berliner Luftbrücke über Berlin-Friedenau tödlich verunglückte.

## Leben
Von 1941 bis 1945 besuchte King die United States Military Academy in West Point. Gegen Ende des Zweiten Weltkrieges diente er beim 7100th Support Wing der US Air Force als Co-Pilot und anschließend als Pilot im besetzten Deutschland.
Am 25. Juli 1948 gegen 1 Uhr nachts streifte eine von ihm gesteuerte zweimotorige Dakota C-47 beim Landeanflug auf den Flughafen Tempelhof den Giebel des Hauses Handjerystraße 2 in Friedenau. Dachstuhl und Obergeschoss des Hauses gerieten in Brand, der Rumpf des Flugzeuges, das offenbar einer anderen Maschine ausweichen wollte, zerschellte auf der Straße und beide Insassen, King und sein Co-Pilot Oberleutnant Robert W. Stuber aus Kalifornien, starben. Es war der zweite tödliche Unfall im Rahmen der Berliner Luftbrücke.

## Ehrungen
Militärische Auszeichnungen:
- American Campaign Medal
- World War II Victory Medal
- Army of Occupation Medal
- Medal for Humane Action

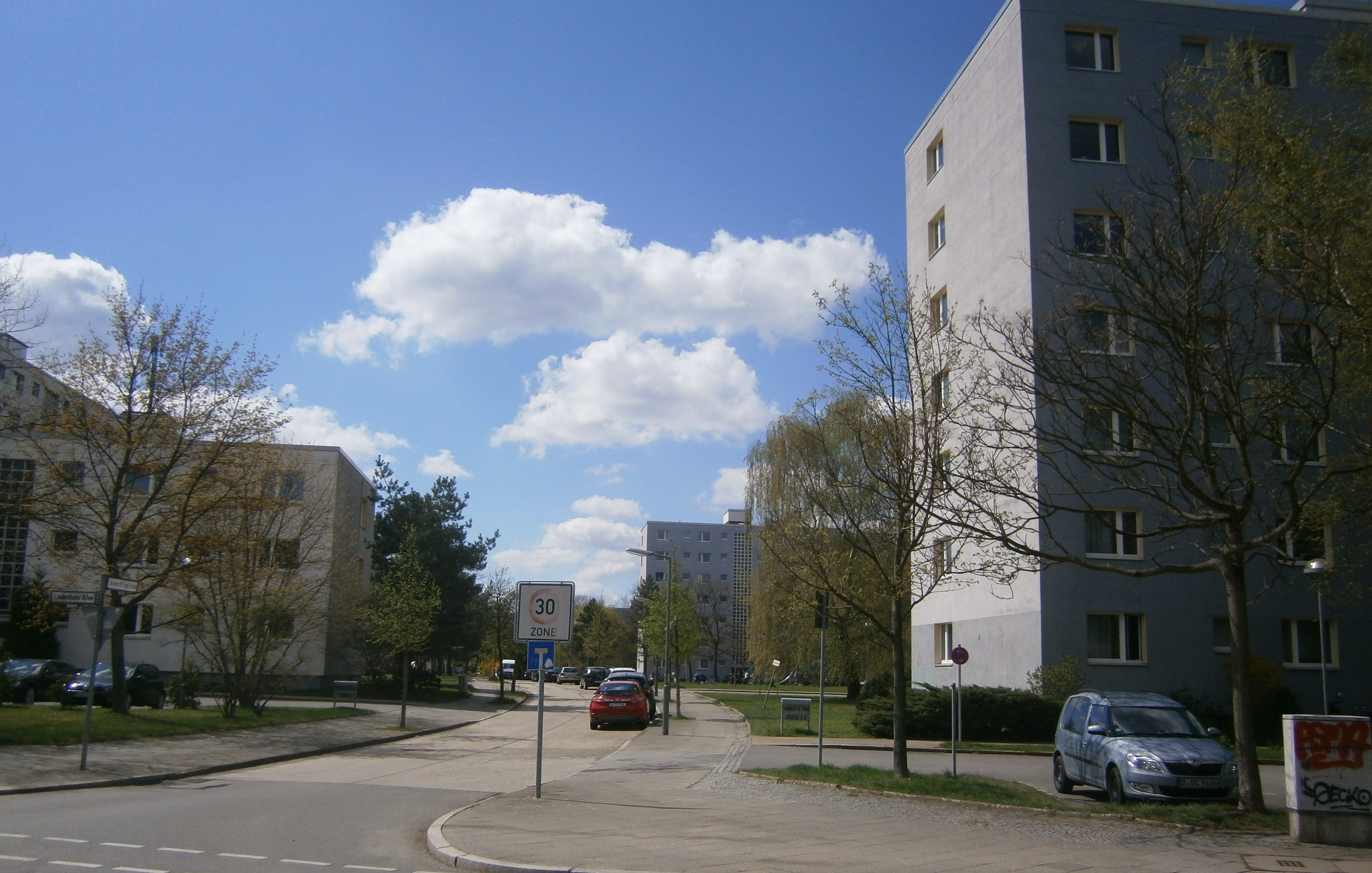
Nikolassee Charles-H.-King-Straße West 5

- In Berlin-Nikolassee ist seit 1970 die Charles-H.-King-Straße nach ihm benannt.[5]
- An der Absturzstelle in der Handjerystraße 2 wurde bereits 3 Tage nach dem Unglück eine Gedenktafel angebracht. An gleicher Stelle wurde 1979 eine Granittafel zur dauerhaften Erinnerung an die zwei zu Tode gekommenen Besatzungsmitglieder enthüllt.[6]
- Am 27. Juni 2023 wurde in Berlin-Nikolassee, Charles-H.-King-Straße 25, eine Gedenktafel für die Opfer der Luftbrücke enthüllt.[7]